# NHK Trophy de 1984
NHK Trophy de 1984 foi a quinta edição do NHK Trophy, um evento anual de patinação artística no gelo organizado pela Federação Japonesa de Patinação (em japonês:  日本スケート連盟). A competição foi disputada na cidade de Tóquio, Japão.

## Eventos
- Individual masculino
- Individual feminino
- Duplas
- Dança no gelo

## Medalhistas
| Evento                        | Ouro                                                | Prata                                              | Bronze                               |
| Individual masculino detalhes | Alexander Fadeev · União Soviética                  | Brian Orser · Canadá                               | Brian Boitano · Estados Unidos       |
| Individual feminino detalhes  | Midori Ito · Japão                                  | Debi Thomas · Estados Unidos                       | Juri Ozawa · Japão                   |
| Duplas detalhes               | Veronika Pershina · Marat Akbarov · União Soviética | Birgit Lorenz · Knut Schubert · Alemanha Oriental  | Cynthia Coull · Mark Rawsom · Canadá |
| Dança no gelo detalhes        | Karen Barber · Nicky Slater · Reino unido           | Elena Batanova · Alexei Soloviev · União Soviética | Kelly Johnson · John Thomas · Canadá |

## Resultados

### Individual masculino
| Pos.              | Nome              | Nacionalidade      | Pontos | PC | PL |
| ----------------- | ----------------- | ------------------ | ------ | -- | -- |
| Medalha de ouro   | Alexander Fadeev  | União Soviética    | 1.4    | 1  | 1  |
| Medalha de prata  | Brian Orser       | Canadá             | 2.8    | 2  | 2  |
| Medalha de bronze | Brian Boitano     | Estados Unidos     | 4.6    | 4  | 3  |
| 4                 | Jozef Sabovčík    | Tchecoslováquia    | 5.2    | 3  | 4  |
| 5                 | Tatsuya Fujii     | Japão              | 8.2    | 8  | 5  |
| 6                 | Heiko Fischer     | Alemanha Ocidental | 8.4    | 6  | 6  |
| 7                 | Makoto Kano       | Japão              | 9.0    | 5  | 7  |
| 8                 | Zhang Shubin      | China              | 11.6   | 9  | 8  |
| 9                 | Masaru Ogawa      | Japão              | 11.8   | 7  | 9  |
| 10                | Oula Jääskeläinen | Finlândia          | 14.0   | 10 | 10 |
| 11                | Lars Aakersson    | Suécia             | 15.8   | 12 | 11 |
| 12                | Lloyd Eisler      | Canadá             | 16.4   | 11 | 12 |

### Individual feminino
| Pos.              | Nome             | Nacionalidade      | Pontos | PC | PL |
| ----------------- | ---------------- | ------------------ | ------ | -- | -- |
| Medalha de ouro   | Midori Ito       | Japão              | 2.2    | 3  | 1  |
| Medalha de prata  | Debi Thomas      | Estados Unidos     | 2.4    | 1  | 2  |
| Medalha de bronze | Juri Ozawa       | Japão              | 5.0    | 5  | 3  |
| 4                 | Claudia Leistner | Alemanha Ocidental | 5.6    | 4  | 4  |
| 5                 | Elizabeth Manley | Canadá             | 5.8    | 2  | 5  |
| 6                 | Sachie Yuki      | Japão              | 8.4    | 6  | 6  |
| 7                 | Cynthia Coull    | Canadá             | 10.2   | 8  | 7  |
| 8                 | Masako Kato      | Japão              | 10.8   | 7  | 8  |
| 9                 | Tamara Téglássy  | Hungria            | 13.0   | 10 | 9  |
| 10                | Elise Ahonen     | Finlândia          | 14.4   | 11 | 10 |
| 11                | Fu Caishu        | China              | 14.6   | 9  | 11 |
| 12                | Ji Hyoun-Jung    | Coreia do Sul      | 16.8   | 12 | 12 |

### Duplas
| Pos.              | Nome                              | Nacionalidade     | Pontos | PC | PL |
| ----------------- | --------------------------------- | ----------------- | ------ | -- | -- |
| Medalha de ouro   | Veronika Pershina / Marat Akbarov | União Soviética   | 1.4    | 1  | 1  |
| Medalha de prata  | Birgit Lorenz / Knut Schubert     | Alemanha Oriental | 2.8    | 2  | 2  |
| Medalha de bronze | Cynthia Coull / Mark Rawsom       | Canadá            | 4.2    | 3  | 3  |
| 4                 | Katherina Matousek / Lloyd Eisler | Canadá            | 6.0    | 5  | 4  |
| 5                 | Susan Dungjen / Jason Dungjen     | Estados Unidos    | 6.6    | 4  | 5  |

### Dança no gelo
| Pos.              | Nome                                  | Nacionalidade      | Pontos | DO | DL |
| ----------------- | ------------------------------------- | ------------------ | ------ | -- | -- |
| Medalha de ouro   | Karen Barber / Nicky Slater           | Reino Unido        | 1.4    | 1  | 1  |
| Medalha de prata  | Elena Batanova / Alexei Soloviev      | União Soviética    | 2.8    | 2  | 2  |
| Medalha de bronze | Kelly Johnson / John Thomas           | Canadá             | 4.2    | 3  | 3  |
| 4                 | Noriko Sato / Tadayuki Takahashi      | Japão              | 5.6    | 4  | 4  |
| 5                 | Renée Roca / Donald Adair             | Estados Unidos     | 7.0    | 5  | 5  |
| 6                 | Antonia Becherer / Ferdinand Becherer | Alemanha Ocidental | 8.4    | 6  | 6  |
| 7                 | Tomoko Tanaka / Hiroyuki Suzuki       | Japão              | 9.8    | 7  | 7  |
| 8                 | Virpi Kunnas / Petri Kokko            | Finlândia          | 11.2   | 8  | 8  |

## Quadro de medalhas
| Ordem | País              | Medalha de ouro | Medalha de prata | Medalha de bronze |    | Ordem por total |
| ----- | ----------------- | --------------- | ---------------- | ----------------- | -- | --------------- |
| 1     | União Soviética   | 2               | 1                |                   | 3  | 1               |
| 2     | Japão             | 1               |                  | 1                 | 2  | 3               |
| 3     | Reino Unido       | 1               |                  |                   | 1  | 4               |
| 4     | Canadá            |                 | 1                | 2                 | 3  | 1               |
| 5     | Estados Unidos    |                 | 1                | 1                 | 1  | 4               |
| 6     | Alemanha Oriental |                 | 1                |                   | 1  | 4               |
| TOTAL | TOTAL             | 4               | 4                | 4                 | 12 | —               |